# Brštanik (Stolac, BiH)
Brštanik (Donji Brštanik) je naseljeno mjesto u općini Stolac, Federacija Bosne i Hercegovine, BiH.
Mjesto je smješteno na brdskoj visoravni između Rotimlje, Hodova, Ljubljenice i Stjepan Krsta. Brštanik je bio središte istoimene mjesne zajednice koja je obuhvaćala prostor Donjeg i Gornjeg Brštanika, Šćepan Krsta i Ljubljenice. Tu se nalazila i četverogodišnja škola koju su pohađala djeca iz navedenih naselja. 

## Povijest
U Stanju duša iz 1792. godine don Grgo Matušković ovdje je popisao 41 osobu i to iz roda Marića, Puljića, Ančića i Popovaca. Prema šematizmu iz 1864. godine ovdje živi 11 obitelji, a 1869. godine 12. 1941. godine ovdje su živjele 32 obitelji s 268 članova, a 1991. godine 31 obitelj sa 131 članom, iz čega se može zaključiti da je Drugi svjetski rat i poratno iseljavanje prepolovila ovo mjesto. Tijekom tog perioda odselile su mnoge obitelji na razne strane svijeta, najviše u Slavoniju. Tijekom 2. svjetskog rata s Donjeg Brštanika je nastradalo 37 osoba. Mnogo mladića je prošlo Križni put s kojega se većina nije vratila, niti se ikad saznalo za njihovu sudbinu. 
Kao što je teško stradalo u 2. svjetskom ratu, ovo mjesto nisu zaobišle ni strahota u Domovinskom ratu 1992. – 1995. godine. Brštanik, kao i ostala mjesta župe Stjepan Krst, okupirana su od srpske vojske u travnju 1992. godine, a padom Tasovčića i Klepaca srpski vojnici ovdje postavljaju prve crte obrane, odakle kontroliraju cijeli kraj do Stoca, Čapljine i Metkovića. Prilikom povlačenja iz pravca Čapljine ubili su pok. Đuru Obradovića, a u selu je ostalo i 8 nepokretnih starica, od kojih se ni danas za njih šest ništa ne zna.
Nakon potpisivanja Daytonskog mirovnog sporazuma izdvojeno je istoimeno naseljeno mjesto koje je pripalo općini Berkovići koja je ušla u sastav Republike Srpske.

## Stanovništvo

### 1991.
Nacionalni sastav stanovništva 1991. godine, bio je sljedeći::
ukupno: 186
- Hrvati - 183
- ostali, nepoznati i neopredijeljeni - 3

### 2013.
Prema popisu iz 2013. godine bilo je bez stanovnika.